# Lake Waikaremoana Great Walk
Der Lake Waikaremoana Great Walk ist ein 43 Kilometer langer Wanderweg, der am Süd- und Westufer des Lake Waikaremoana im Gebiet des Te Urewera auf der Nordinsel von Neuseeland verläuft.
Der offiziell als New Zealand Great Walk klassifizierte Wanderweg erlaubt während seines Verlaufs durch verschiedene Typen von Wäldern und offenen Wiesenflächen öfter Ausblicke auf den See. Der Pfad verläuft teilweise über privaten Grund und berührt das Kiwi-Schutzgebiet auf der Puketukutuku-Halbinsel.
Ausgangspunkte der 3–4-tägigen Wanderung sind Onepoto am Süd- und Hopuruahine am Nordende des Sees.

## Praktische Hinweise
Die nächste Stadt ist Wairoa 60 km südöstlich. Von dort verkehren bei Bedarf Shuttlebusse zum See. Da es sich nicht um eine Rundstrecke handelt, ist ein Transport durch lokale Bus- oder Bootsunternehmer erforderlich. Alle Hütten und Campingplätze bis auf die Panekiri Hut auf dem Panekiri Bluff sind per Boot erreichbar.
Beide Endpunkte des Weges liegen am SH 38, der Zugang zum See mit eigenen Booten bietet. Nahe dem Besucherzentrum Aniwaniwa gibt es bei Home Bay am Whanganui o parua einen Stellplatz für Wohnmobile.